# Rhinolophus creaghi
Rhinolophus creaghi is een zoogdier uit de familie van de hoefijzerneuzen (Rhinolophidae). De wetenschappelijke naam van de soort werd voor het eerst geldig gepubliceerd door Thomas in 1896.